# Phumosia mallochi
Phumosia mallochi är en tvåvingeart som beskrevs av Zumpt 1956. Phumosia mallochi ingår i släktet Phumosia och familjen spyflugor. Inga underarter finns listade i Catalogue of Life.